# Silvino Adolfo Morais

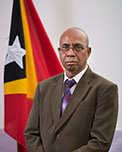
Silvino Adolfo Morais

Silvino Adolfo Morais (* 19. Juli 1956 in Atabae, Bobonaro, Portugiesisch-Timor; † 3. Januar 2022 in Dili, Osttimor) war ein Politiker aus Osttimor. Er war Mitglied der Partei FRETILIN, wo er Mitglied des Zentralkomitees (CCF) und Koordinator der Partei in der Gemeinde Bobonaro war.

## Werdegang
Morais besuchte ab 1962 die ersten beiden Jahre der Grundschule in seiner Heimat im heutigen Verwaltungsamt Atabae und die folgenden zwei Jahre bis 1968 im Colegio Infante Sagres in Maliana. Es folgte ein Studium an der Technischen Schule Silva Cunha in Dili (wo heute die Universidade Nasionál Timór Lorosa'e steht) von 1969 bis 1975. Morais wurde Mitglied der Studentenorganisation União Nacional dos Estudantes Timores (UNETIM), die der FRETILIN nahe stand und sich für die Unabhängigkeit Osttimors von Portugal einsetzte. Morais verfügte über einen Abschluss in Volkswirtschaft.
Nach dem indonesischen Angriff auf Dili (7. Dezember 1975) schloss sich Morais der FALINTIL in den Bergen an und transportierte Munition. In der Zeit der Widerstandsbasen wurde er Sektorenkommandant und Zugführer. Im April 1979 wurde Morais von den Indonesiern gefangen genommen. Von 1980 bis zum Ende der Besatzungszeit 1999 arbeitete Morais dann in Bobonaro als Beamter. Von 2001 bis 2017 arbeitete er bei der Entwicklungshilfeorganisation Esperança Timor Oan (ETO), die in den Gemeinden Bobonaro, Ermera und Liquiçá tätig war.
Im Jahr 2000 wurde Morais zweiter Vize-Koordinator der FRETILIN der politischen Kommission in Bobonaro. 2005 wurde er Interim-Koordinator und seit 2010 gewählter Koordinator der FRETILIN für den  Distrikt Bobonaro, mit einer Wiederwahl 2016. Im Juni 2016 wurde Morais auch als Vertreter für Bobonaro in das nationale Zentralkomitee der FRETILIN (CCF) gewählt.
Bei den Parlamentswahlen in Osttimor 2012 kandidierte Morais chancenlos auf Listenplatz 64 der FRETILIN. Dafür wurde er 2016 Mitglied des Beirats der Gemeinde Bobonaro, was er bis 2021 blieb. Bei den Parlamentswahlen 2017 gelang Morais der Einzug in das Nationalparlament Osttimors auf Listenplatz 20. Er wurde Mitglied der parlamentarischen Kommission für Gesundheit, Bildung, Kultur, Veteranen und Gleichstellung der Geschlechter (Kommission F).
Da die Minderheitsregierung von FRETILIN und PD sich im Parlament nicht durchsetzen konnte, löste es Präsident Francisco Guterres auf und rief zu Neuwahlen auf. Morais gelang bei der Neuwahl am 12. Mai 2018 auf Platz 12 der FRETILIN-Liste der erneute Einzug ins Parlament. Im neuen Parlament war er nun Mitglied der Kommission für Öffentliche Finanzen (Kommission C).
Morais verstarb am 3. Januar im Hospital Nacional Guido Valadares (HNGV) um 22:10 Uhr an den Folgen eines Herzinfarktes. Er hinterlässt seine Frau, mit der er zwei Söhne und zwei Töchter hatte.